# Chout

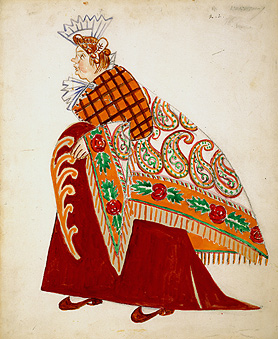
Le Marieur. costume par Larionov, pour le ballet "Chout", Ballets Diaghilev, 1915.

Chout, op. 21 (« Le Bouffon ») – en russe Сказка про шута, семерых шутов перешутившего / Skazka pro shuta, semerykh shutov pereshutivshago –  est un ballet en six tableaux de Sergueï Prokofiev, composé en 1915 et révisé en 1920. Inspiré d'un recueil de contes russes d'Alexandre Afanassiev et commandité par Sergei Diaghilev pour sa troupe des Ballets russes, il est créé le 17 mai 1921 au théâtre de la Gaîté à Paris.
Le compositeur en tire une suite symphonique en 1922.

## La suite

### Numéros musicaux
1. Le Bouffon et sa bouffonne
2. Danse des bouffonnes
3. Les bouffons tuent leurs bouffonnes
4. Le Bouffon travesti en jeune femme
5. Troisième entracte
6. Danse des filles des bouffons
7. L'Arrivée des marchands, danse des révérences et choix de la fiancée
8. Dans la chambre à coucher du marchand
9. La jeune femme est devenue chèvre
10. Cinquième entracte et enterrement de la chèvre
11. La Querelle du bouffon avec le marchand
12. Danse finale

- Durée d'exécution : 40 minutes environ.

### Instrumentation
| Instrumentation de Chout                                                                       |
| Cordes                                                                                         |
| premiers violons, seconds violons, altos, violoncelles, contrebasses, 2 harpes                 |
| Bois                                                                                           |
| 1 piccolo, 2 flûtes, 2 hautbois, 1 cor anglais, 2 clarinettes, une clarinette basse, 3 bassons |
| Cuivres                                                                                        |
| 4 cors, 3 trompettes, 3 trombones, 1 tuba                                                      |
| Clavier                                                                                        |
| Piano                                                                                          |
| Percussion                                                                                     |
| timbales, 1 xylophone, percussion                                                              |